# Tom and Huck
Tom and Huck é um filme de aventura e comédia dramática baseado no romance The Adventures of Tom Sawyer de Mark Twain produzido nos Estados Unidos, dirigido por Peter Hewitt e strelado por Jonathan Taylor Thomas, Brad Renfro, Mike McShane, Eric Schweig e Amy Wright. O filme foi produzido / co-escrito por Stephen Sommers (que também trabalhou em outra adaptação da Disney do trabalho de Twain, The Adventures of Huck Finn, de 1993) e foi lançado na América do Norte em 22 de dezembro de 1995.

## Sinopse
No filme, o jovem travesso Tom Sawyer testemunha o assassinato de um criminoso meio-nativo americano conhecido como "Injun Joe". Tom faz amizade com Huck Finn, um garoto sem futuro e sem família, e é forçado a escolher entre honrar uma amizade ou honrar um juramento, quando a cidade bêbada é acusada do assassinato.

## Recepção

### Bilheteria
O filme estreou no número 9. Na segunda semana, subiu para o número 8. As bilheterias dos EUA e do Canadá para Tom e Huck foram de US $ 23.920.048.

### Crítica
O filme recebeu de críticas mistas a críticas negativas, com 25% 'rotten' (podre em português) no Rotten Tomatoes agregado à crítica.